# Těšovice, Sokolov
Těšovice là một làng thuộc huyện Sokolov, vùng Karlovarský, Cộng hòa Séc.